# Meine Traüme
Albums de Mireille Mathieu
Bonjour Mireille
(1972) Mireille Mathieu
(1973)
Singles
1. Korsika
Sortie : 1972

Meine Träume est le quatrième album de la chanteuse française Mireille Mathieu pour le marché allemand sorti en 1972 en Allemagne sous le label Ariola. Comme les trois autres précédents albums, celui-ci mêle chansons en français et en allemand.

## Chansons de l'album
| No  | Titre                    | Auteur                                             | Durée |
| --- | ------------------------ | -------------------------------------------------- | ----- |
| 1.  | Korsika                  | Christian Bruhn, Georg Buschor                     |       |
| 2.  | A Brasilia               | Patricia Carli                                     |       |
| 3.  | Il est tard              | Pierre-André Dousset, Christian Gaubert            |       |
| 4.  | Priez pour moi           | Pierre-André Dousset, Christian Gaubert, Pratx     |       |
| 5.  | Quand le lion est blessé | Pierre-André Dousset, Christian Gaubert            |       |
| 6.  | Gott lebt in Frankreich  | Christian Bruhn, Georg Buschor                     |       |
| 7.  | Acropolis Adieu          | Christian Bruhn, Catherine Desage                  |       |
| 8.  | C'était dimanche         | Jean-Loup Dabadie, Paul de Senneville              |       |
| 9.  | Ich hab' geglaubt        | Christian Bruhn, Georg Buschor                     |       |
| 10. | Mille fois bravo         | Pierre-André Dousset, Franco Bracardi              |       |
| 11. | Toi que j'aimerai        | Eddy Marnay, Frédéric Farrugia, Jean-Claude Oliver |       |
| 12. | Meine Träume             | Christian Bruhn, Georg Buschor                     |       |